# Кубок Ліхтенштейну з футболу 1946—1947
Кубок Ліхтенштейну з футболу 1946—1947 — 2-й розіграш кубкового футбольного турніру в Ліхтенштейні. Титул здобув Трізен.

## Фінал
| 21 серпня 1947 |

| Вадуц | 0–2 | Трізен |
| ----- | --- | ------ |
|       |     |        |

| Вадуц |